# Oparszczyzna
Oparszczyzna, Opryszowce (ukr. Опарщина) – dawniej samodzielna wieś na Ukrainie w rejonie czortkowskim należącym do obwodu tarnopolskiego. Obecnie znajduje się w granicach wsi Krzyweńkie, stanowiąc jej północną część.

## Historia
Oparszczyzna to dawniej samodzielna wieś, która w połowie XIX w. stanowiła odrębną w gminę jednostkową w Bezirk Husiatyn Królestwa Galicji i Lodomerii (264 mieszkańców w 1854 roku). Następnie zniesiona i połączona w jedną gminę z Krzyweńkiem.
W międzywojniu w II RP (vide gmina Sidorów). Po II wojnie światowej włączone w struktury ZSRR.